# كرايغ كينغ
كرايغ كينغ (بالإنجليزية: Craig King)‏ (16 أكتوبر 1990 بتشيسترفيلد في المملكة المتحدة - ) هو لاعب كرة قدم بريطاني في مركز الهجوم. شارك مع منتخب اسكتلندا تحت 19 سنة لكرة القدم. أما مع النوادي، فقد لعب مع ليستر سيتي وBuxton F.C. ‏ ووركشوب تاون ‏ وتيلفورد يونايتد ونادي هيرفورد ونادي نورثامبتون تاون ونادي برادفورد بارك أفنيو.

## وصلات خارجية
- كرايغ كينغ على موقع قاعدة بيانات كرة القدم.إي يو (الإنجليزية)
- كرايغ كينغ على موقع Soccerbase.com (لاعب) (الإنجليزية)